# Брује
Брује (фр. Brouillet) насеље је и општина у североисточној Француској у региону Шампањ-Арден, у департману Марна која припада префектури Ремс.
По подацима из 2011. године у општини је живело 94 становника, а густина насељености је износила 20,52 становника/km². Општина се простире на површини од 4,58 km². Налази се на средњој надморској висини од 110 метара.

## Демографија
| 1962. | 1968. | 1975. | 1982. | 1990. | 1999. | 2011. |
| ----- | ----- | ----- | ----- | ----- | ----- | ----- |
| 55    | 63    | 73    | 79    | 80    | 86    | 94    |

График промене броја становника у току последњих година